# Жаугашти
Жауга́шти (каз. Жауғашты) — село у складі Ілійського району Алматинської області Казахстану. Входить до складу Аксайського округу.
У радянські часи село називалось Жаугаш.
Населення — 1479 осіб (2021; 1006 у 2009, 914 у 1999, 946 у 1989).